# Rivoli (navire)
Pour les articles homonymes, voir Rivoli (homonymie).
Le Rivoli est un vaisseau de 74 canons de la classe Téméraire en service dans la Marine impériale française puis la Royal Navy sous le nom de HMS Rivoli au début du XIXe siècle.

## Conception et construction
Le Rivoli est l'un des nombreux vaisseaux de 74 canons de la classe Téméraire. 
Sa construction est ordonnée en avril 1807, en même temps que celles du Mont-Saint-Bernard et du Castiglione. Ces trois vaisseaux sont construits dans l'arsenal de Venise récemment pris en main par les Français et incorporé au royaume d'Italie pour le compte de la marine impériale française. Après trois années d'une construction sans histoires mais assez lente, le Rivoli est le premier vaisseau prêt à être lancé à l'arsenal de Venise. Le 3 septembre 1810, le vaisseau est lancé en grande pompe devant le vice-roi d'Italie Eugène de Beauharnais et une grande partie de la population de la ville, mais, après avoir parcouru 50 mètres, le vaisseau s'arrête net. Les plongeurs découvrirent que l’avant-cale, construite alors que le vaisseau était déjà en fabrication, était légèrement décalée avec le chantier, et que des têtes de pilotis dépassaient de quelques millimètres. Le 6 septembre, un deuxième lancement a lieu, réussi celui-là. L'équipage, généralement novice, est formé de conscrits recrutés dans les départements annexés des États pontificaux, à Trieste, dans les provinces Illyriennes et les bouches de Kotor.
Le 7 mars 1811, le vaisseau est sorti de l'arsenal et amarré entre la rive des Esclavons et l'île de Saint-Georges-Majeur où il est armé puis passe dans la rade de Malamocco. Faire sortir des vaisseaux de 74 canons au tirant d'eau important de la lagune de Venise représente un problème technique ardu. Après de multiples discussions, le choix se porte sur le système des chameaux, mis au point par les Hollandais pour faire transiter leurs navires du port de construction à celui d'armement. Le 20 février 1812, l'opération de levage du vaisseau commence, sous les ordres du gouverneur de Venise, l'amiral Villaret-Joyeuse, et du directeur des constructions navales, Jean Tupinier. Après avoir franchi sans encombre la barre de sable à la sortie de la lagune, le Rivoli est près, vers 8 heures du soir, à naviguer sous les commandement de son nouveau capitaine, Jean-Baptiste Barré de Saint-Leu.

## Service actif

### Marine impériale française

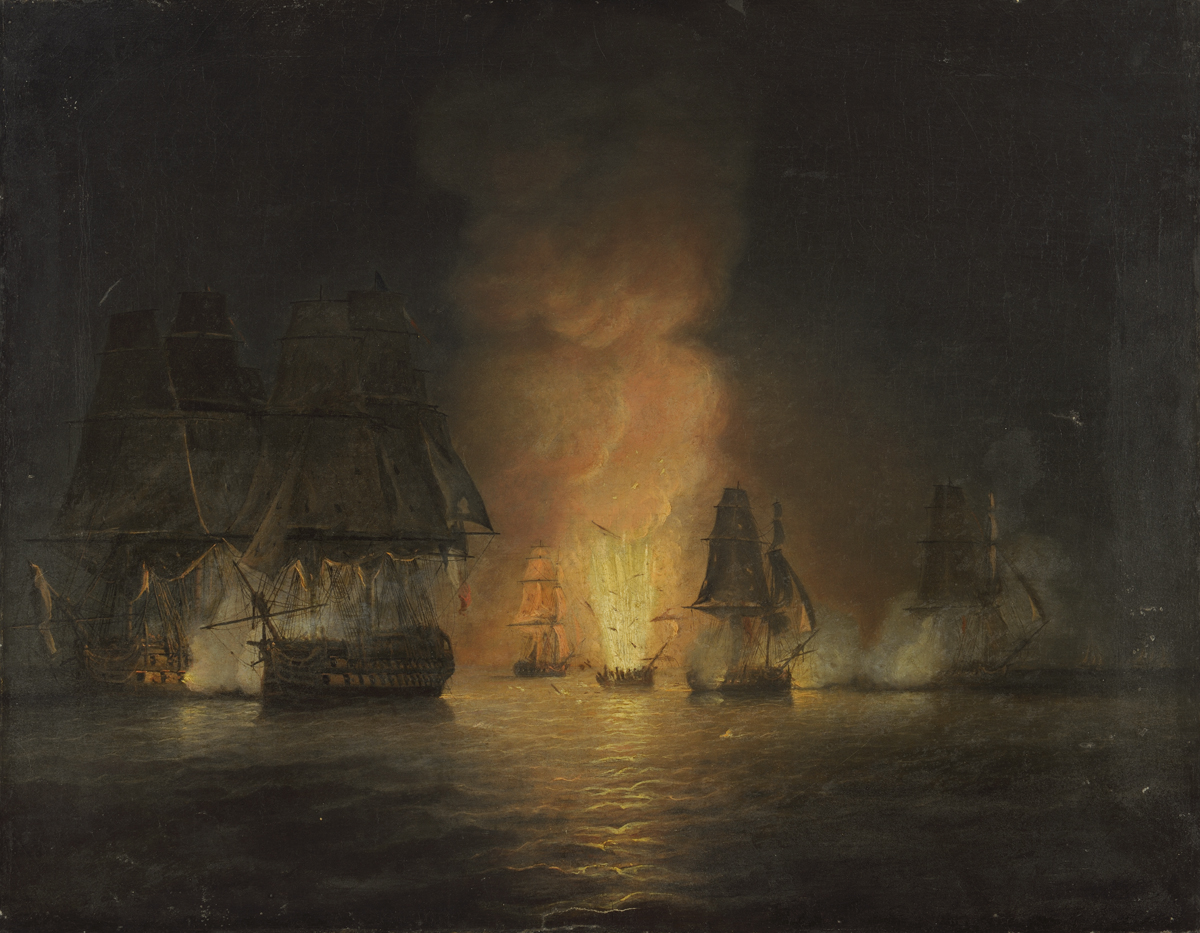
Capture du Rivoli par le HMS Victorious.

Après avoir été retenu à Venise par une forte brume le 21 février, le Rivoli renonce à rejoindre Ancône et se met en route vers Trieste dans la soirée accompagné de trois bricks italiens. Au matin du 22 février la division est prise en chasse par le vaisseau anglais HMS Victorious et le brick HMS Weasel qui la rejoignent au large de la pointe de Grado. Le Rivoli affronte le Victorious pendant six heures et compte à la fin du combat 527 morts et blessés dans l'équipage. Les deux vaisseaux sont entièrement démâtés mais le brick anglais a fait exploser le brick italien Mercure et mis en fuite les deux autres, ce qui lui permet de capturer le vaisseau français.

### Royal Navy
Le Rivoli est remis en service dans la Royal Navy sous le nom de HMS Rivoli. 
Le 30 avril 1815, le vaisseau affronte et capture la frégate française la Melpomène en baie de Naples.